# Eucalyptus alba
Eucalyptus alba là một loài thực vật có hoa trong Họ Đào kim nương, thích hợp trồng ở các vùng gần biển. Loài này được Reinw. ex Blume mô tả khoa học đầu tiên năm 1827.

## Hình ảnh

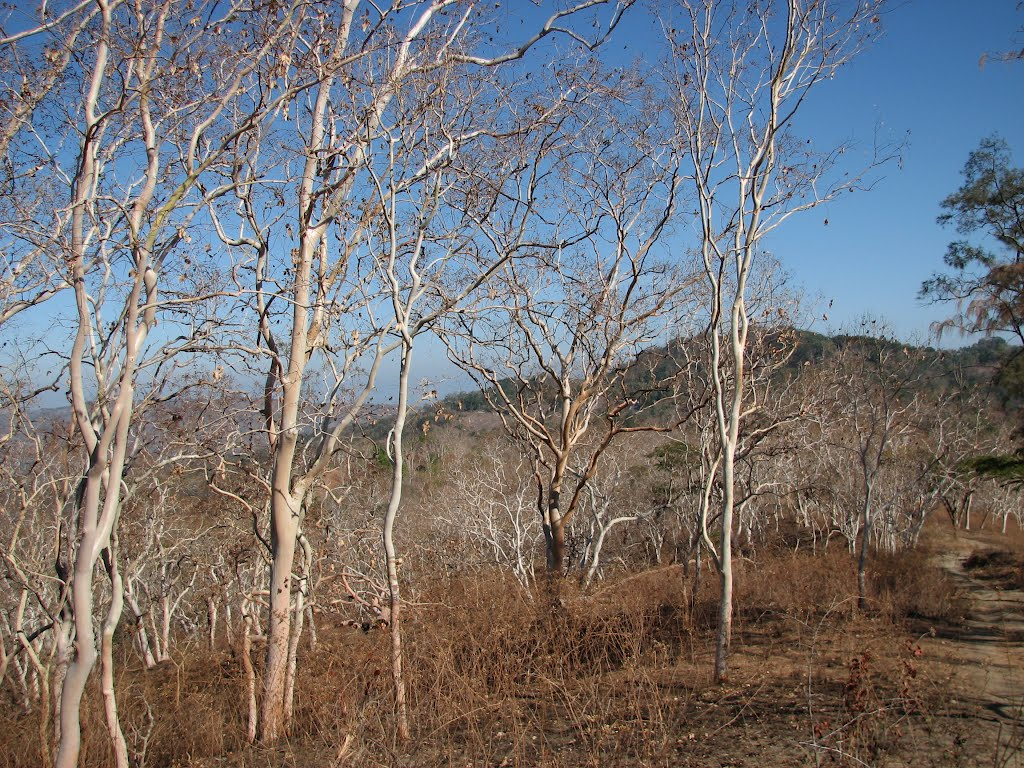
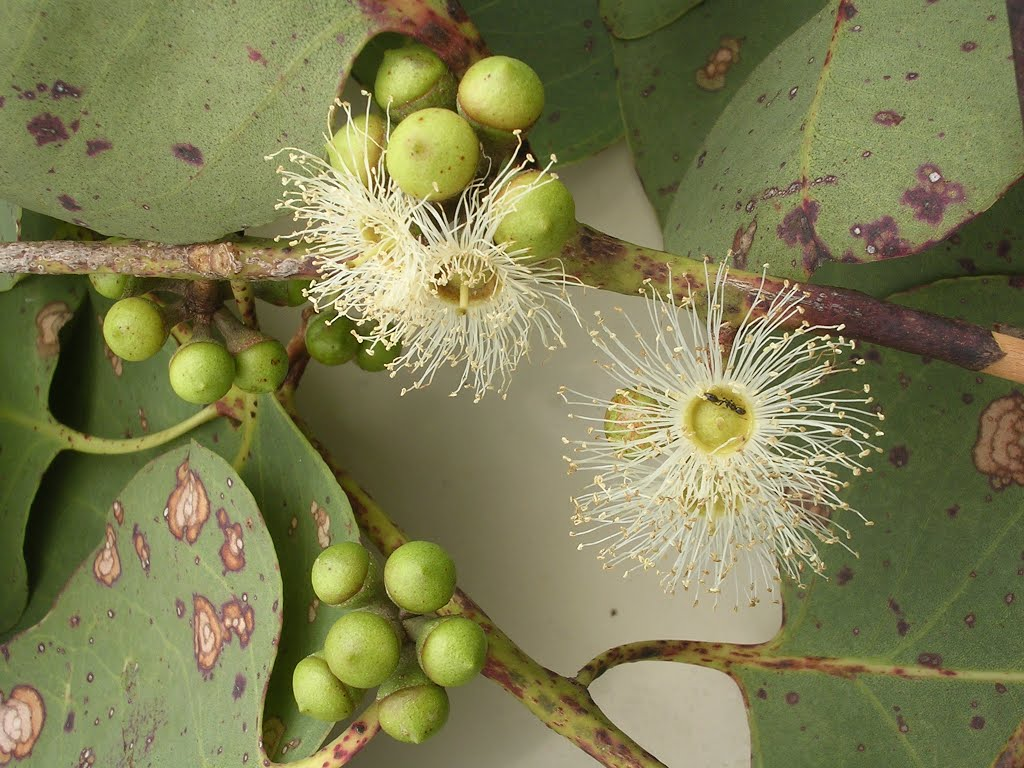
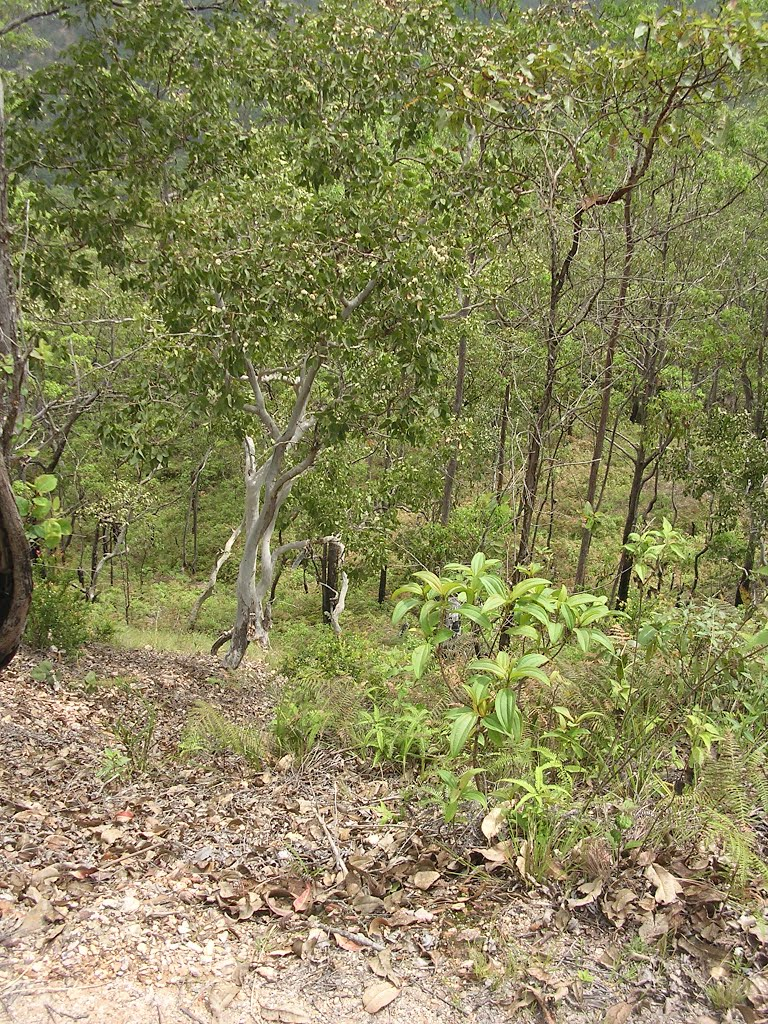
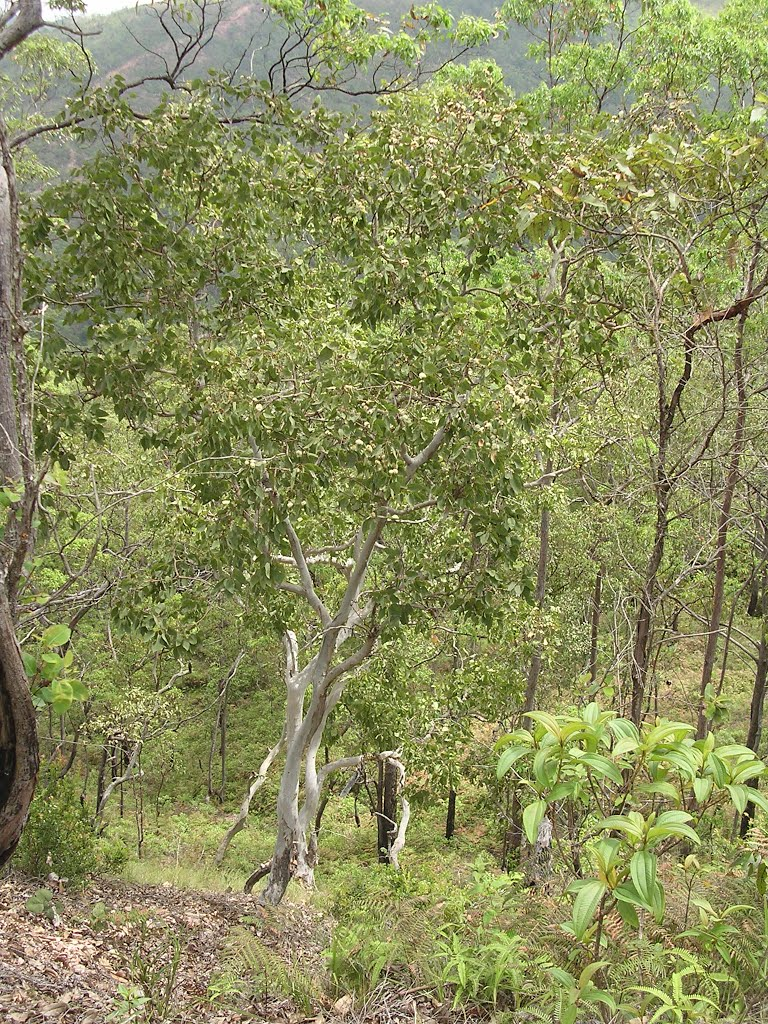